# Централна Србија
Централна Србија (средишња Србија, територија Републике Србије ван територије аутономних покрајина или ужа Србија) је колоквијални назив за део територије Републике Србије који се налазио изван територије аутономних покрајина: Војводине и Косова и Метохије. Назив је био у званичној употреби од 1945. (време постојања Социјалистичке Федеративне Републике Југославије) до 2009—2010. године, када је подручје централне Србије подељено на три нова статистичка региона: Београд, Шумадију и западну Србију и јужну и источну Србију.

## Назив
Првобитни назив овог подручја коришћен у време СФРЈ био је ужа Србија, да би се у време распада Југославије почео користити назив централна Србија.

## Статус
Централна Србија није представљала посебну административну управну јединицу и била је директно подређена републичким властима. Њен статус није био дефинисан ни у једном законском документу и овај појам је уведен искључиво због статистичког разликовања појединих делова Србије.
У Просторном плану Републике Србије користио се назив средишња Србија.

## Демографија
Према попису из 2002. године, Централна Србија је имала 5.466.009 становника.
Етничке групе у централној Србији према попису из 2002. године:
- Срби — 4.891.031 (89,48%)
- Бошњаци — 135.670 (2,48%)
- Роми — 79.136 (1,45%)
- Албанци — 59.952 (1,10%)

- Етничка мапа централне Србије 2002. године

Напомена: подаци са пописа из 2011. године нису исказани за подручје централне Србије, већ за подручја три нова статистичка региона.

## Градови
Највећи градови централне Србије били су (по подацима из 2002):
- Београд — 1.280.600
- Ниш — 173.400
- Крагујевац — 146.000
- Чачак — 73.200
- Лесковац — 63.100
- Смедерево — 62.805
- Ваљево — 61.035
- Краљево — 57.411
- Крушевац 57.400
- Ужице — 55.000
- Врање — 55.000
- Шабац — 55.163
- Нови Пазар — 54.600
- Јагодина — 35.589